# Siegfried Hofstätter
Siegfried Hofstätter (n. 1970) es un taxónomo botánico alemán. Es especialista en el género Euphorbia de la familia de las euforbiáceas.
- La abreviatura «Hofstätter» se emplea para indicar a Siegfried Hofstätter como autoridad en la descripción y clasificación científica de los vegetales.[1]